# Giovanna Amati
Giovanna Amati (născută la data de 20 iulie 1959, la Roma în Italia), este a 5-a femeie care a pilotat o mașină în Formula 1. Giovanna a participat la 3 curse din sezonul 1992 pentru echipa britanică Motor Racing Developments.
Celelalte 4 femei care au alergat în Formula 1 sunt Maria Teresa de Filippis (Italia), Lella Lombardi (Italia), Divina Galica (Marea Britanie) și Desiré Wilson (Africa de Sud).

## Cariera în Formula 1
| Sezon | Echipă                    | Puncte      | Loc clasament general |
| ----- | ------------------------- | ----------- | --------------------- |
| 1986  | Benetton Formula Ltd      | Pilot teste | -                     |
| 1992  | Motor Racing Developments | 0           | -                     |